# فرانكو إنترليني
فرانكو إنترليني (بالإيطالية: Franco Interlenghi )‏ (و. 1931 – 2015 م) هو كاتب سيناريو، ومنتج أفلام، وممثل مسرحي، وممثل أفلام إيطالي، ولد في روما، توفي في روما، عن عمر يناهز 84 عاماً، بسبب مرض.

## وصلات خارجية
- فرانكو إنترليني على موقع IMDb (الإنجليزية)
- فرانكو إنترليني على موقع ألو سيني (الفرنسية)
- فرانكو إنترليني على موقع أول موفي (الإنجليزية)
- فرانكو إنترليني على موقع قاعدة بيانات الأفلام السويدية (السويدية)
- فرانكو إنترليني على موقع قاعدة بيانات الفيلم (الإنجليزية)
- فرانكو إنترليني على موقع كينوبويسك (الروسية)